# Marc Mari Gratidià
Marc Mari Gratidià (llatí: Marcus Marius Gratidianus), fill de Marc Gratidi i adoptat per un Mari, probablement germà de Gai Mari, fou un orador molt popular i per això dues vegades elegit pretor. Va proposar un edicte sobre emissió de moneda (edictum de re nummaria) amb normes que afavorien les tant a les classes baixes com als comerciants. Durant les proscripcions de Sul·la fou assassinat per Catilina i el seu cap passejat pels carrers.

## Entorn familiar
Gratidià era membre de la gens Mària, fill de la germana de Marc Gratidi d'Arpinum i va ser adoptat per aquest home. Una tia seva estava casada amb Marcus Tullius Cicero, qui fou l'avi del famós Ciceró. Gratidià podia haver tingut una dolorosa relació amb un dels seus familiars polítics: La seva germana potser fos la primera esposa de Luci Sergi Catilina, el qual va ser acusat per Ciceró de participar en la mort de Gratidià.
El seu pare natural era un amic proper de Marc Antoni,(orador i cònsol de l'any 99 aC), havia mort assassinat cap a l'any 102 o 100 aC mentre complia com a prefecte a les ordres de Marc Antoni a Cilícia. L'any 92 aC, Marc Antoni va fer servir la seva traça oratòria per defensar el fill del seu amic quan Gratidià fou demandat per Sergi Aurata, un criador d'ostres i especulador, per un cas civil relacionat amb la venda d'una propietat al Lucrinus Lacus. Aurata també tenia un orador que el defensés: Luci Licini Cras. Ciceró diu que Aurata volia forçar a Gratidià perquè li tornés la propietat venuda quan el seu negoci d'ostres començava a fer fallida, potser a causa de complicacions imprevistes en relació als drets d'aigua. Un temps després de l'any 91 aC, hi va haver una altra demanda contra Gratidià, aquesta vegada posada per Visel·li Aculeó i també amb la intervenció de Cras. Un orador anomenat Luci Eli Làmia se'n va encarregar de la defensa, però es desconeix el resultat.

## Ascens polític
El 87 aC, Gratidià va ser nomenat tribú de la plebs i,cap al sisè any, deu tribuns que havien abandonat la ciutat es van aixecar en armes quan van fer fora a Cinna. També aquell any va ser llegat d'un general anomenat Marius què, aquell mateix any va ser enviat al nord amb Cinna amb l'objectiu d'apoderar-se'n d'Ariminum i de tallar els subministraments que anessin cap a Sul·la des de la Gàl·lia Cisalpina. Aquest Marius va ser el qui va derrotar Servili Vàcia Isàuric.
Cap a finals del 87 aC, Gratidià havia tornat a Roma amb Cinna i Mari. Llavors va reprendre la persecució de  Catul, una decisió que més endavant va resultar fatídica. Catul havia estat el cònsol company de Gai Mari l'any 102 aC i havien compartit un triomf per la victòria sobre els cimbris, però més endavant havien trencat relacions. Catul, en lloc d'enfrontar-se al seu perseguidor, es va suïcidar. El delicte de què probablement l'acusaven devia ser perduellio i calia que es sotmetés a un judici públic (iudicium populi); la pena per aquest delicte era la mort per flagelació lligat a una estaca.

## Reforma monetària
Com a pretor de l'any 85, Gratidià va ser un dels qui van intentar solucionar la crisi econòmica de Roma. Un grup de pretors i tribuns van proposar una reforma monetària canviant el valor oficial de la plata (el denari) i del bronze, el preu dels quals se'ls havia permès fluctuar fins a desestabilitzar el sistema monetari. Gratidià va aprofitar l'oportunitat per posar el seu nom a la llei i així tenir l'aclamació pública. La proposat va agradar als equites, que eren la classe social que feia més negocis, molt més que la reforma per al deute de L. Valeri Flac, qui havia permès el retorn de préstecs afegint una quart per damunt dels diners que es devien, i això el va fer molt estimat també per la plebs, la classe social treballadora.

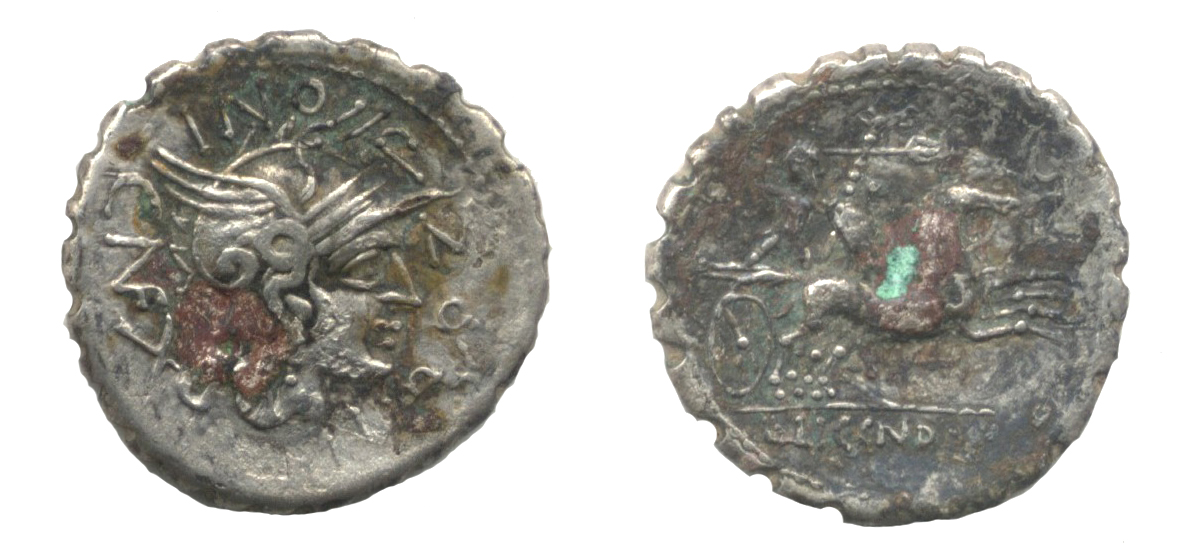
La Lex Cornelia promoguda per Gratidià va introduir un tipus de denari amb la vora serrada, com el de la imatge, per a demostrar que l'interior de la moneda també era de plata.

A Gratidià se li va atribuir el mèrit d'haver introduït un mètode per detectar moneda falsa, basat en un passatge bastant confús de l'historiador Plini el vell. Les dues reformes no eren incompatibles, però l'historiador i numismàtic Michael H. Crawford no ha trobat proves que demostrin que hi hagués falsificació de monedes de plata en cap de les que s'han trobat del període anterior a l'edicte. Per tant, és més creïble que es tractés d'un conjunt de mesures econòmiques per estabilitzar el preu de la moneda que s'havia desestabilitzat a causa de les guerres civils.

## El culte a Gratidià
Ciceró narra com el poble va comença a expressar la seva gratitud oferint vi i encens davant d'imatges de Gratidià que van afegir a les capelletes que hi havien a les cruïlles anomenades compita. Cada veïnat (vicus) tenia la seva compita on es veneraven els seus esperits guardians, els lares. Segons Fest i Macrobi l'origen d'aquest ritual era la veneració dels esperits dels morts, malgrat tot, ningú no es va sorprendre que l'homenatge passés a fer-se a un home viu. Hi havia una festa anual relacionada amb aquest culte, la Compitàlia, durant la qual se sacrificava un porc que prèviament s'exposava per tota la ciutat. També es feien farses satiritzant els esdeveniments polítics, però com que això podia portar a la insurrecció, durant l'època de Gratidià s'havia intentat regular la festa amb la intenció de suprimir-la més endavant.
El curs que van prendre els esdeveniments polítics fa pensar que aquesta exposició espontània d'imatges de Gratidià podia ser vista com un perill per la rivalitat entre el partit popular i el partit de Sul·la. Ciceró va utilitzar la posterior caiguda de Gratidià com un conte de contingut moralitzant sobre la qüestió de confiar en el suport popular. Aquesta forma de mostrar devoció per una persona viva, sovint ha estat considerada un precedent de la devoció cap a l'emperador durant l'època imperial.
Sèneca, en la mateixa línia de Ciceró, va criticar el fet que Gratidià comprometés la seva integritat per haver-se atorgat el mèrit de la legislació reformista. Ell refiava qua això l'ajudaria a obtenir vots per a la seva candidatura a cònsol, però el que va passar és que el seu partit no li va donar suport, i l'honor amb què la gent l'aclamava se li va girar en contra per la interpretació de la llei que en van fer els seguidors de Sul·la.

## El segon nomenament a pretor
Gratidià va ser nomenat per segona vegada a pretor, cosa poc habitual, possiblement com a "premi de consolació", ja que el seu partit va preferir donar suport a la candidatura del jove Mari i de Carbó per a ser cònsols l'any 82 aC. Tot i que era per tots conegudes les seves aspiracions i encara que ell estava més qualificat que el seu cosí, es va retirar pel bé del partit. Alguns estudiosos creuen que el poble hagués preferit que es presentessin a la candidatura d'aquell any Gratidià juntament amb Quint Sertori. El període que va durar el càrrec de pretor no estar clar: T.R.S. Broughton creu que va durar del 86 al 84, però la reforma monetària del 85 fa suposar que el segon nomenament fos l'any 84 - 83, o potser el 82.

## La mort de Gratidià

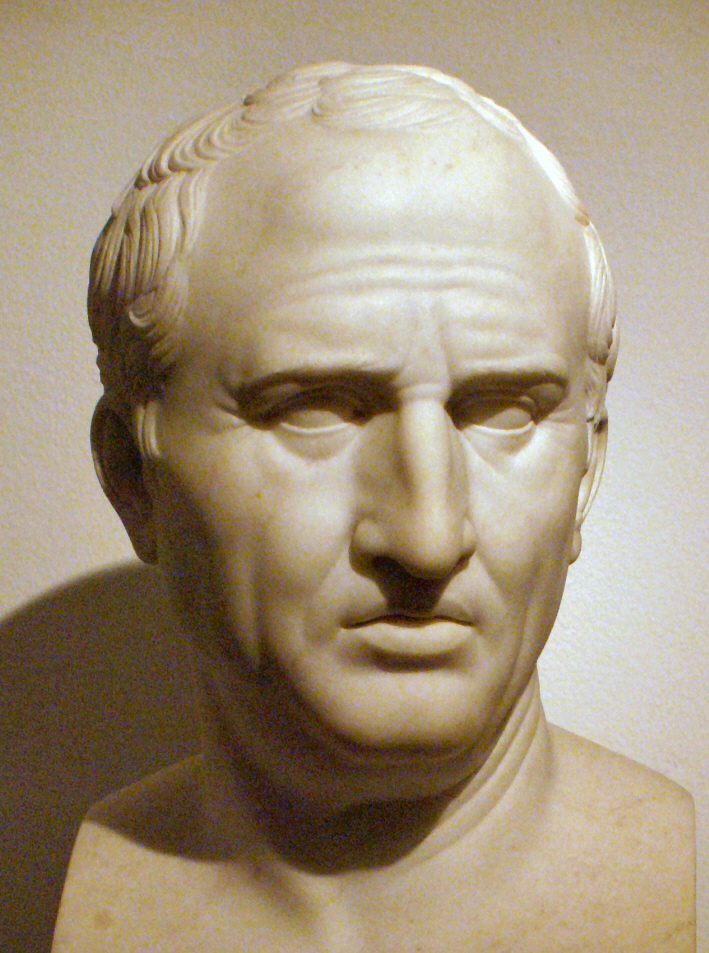
Ciceró,(imatge) probablement va presenciar la mort de Gratidià i, per això va acusar Catilina de la seva mort.

Gratidià va morir torturat a finals de la guerra civil, perquè segons la dictadura de Sul·la, era una mort necessària. Aquests fets van ser narrats per Ciceró i per Sal·lusti.
Ciceró va donar la seva versió dels fets en un discurs que va llegir per a la seva candidatura a cònsol l'any 64 aC, uns vint anys després. Per tant, Ciceró devia ser molt jove quan va presenciar la mort de Gratidià. Coneixem el discurs per la referència que en va fer Quint Asconi Pedià al segle i. Un dels objectius de Ciceró en el seu discurs era tacar els seus rivals, entre ells Catilina, al qui acusava de l'assassinat de Gratidià. L'orador acusava Catilina d'haver-li tallat el cap i d'haver-lo exhibit després per tota la ciutat des del Janícul fins al temple d'Apol·lo on l'havia lliurat a Sul·la.
En un fragment de la "Història" de Sal·lusti, s'omet el nom de Catilina en la descripció de la seva mort: A Gratidià «la vida el va abandonar a poc a poc i peça a peça: Primer li van trencar les cames i els braços i després li van arrencar els ulls». Encara crida més l'atenció que la mort de Gratidià no aparegui en la seva obra "Bellum Catilinae" ("Les guerres de Catilina). Altres autors posteriors es van basar en el text de Sal·lusti per descriure la tortura i mort de Gratidià: Titus Livi, Valeri Màxim, Sèneca, Lucà, i Anneu Flor, amb petites variacions. Això no obstant, B.A. Marshall defensa que les versions de Ciceró i de Sal·lusti són contràries, ja que només Ciceró implica en els fets a Catilina, altres estudiosos del tema argumenten que no hi ha prou documentació de l'època republicana que pugui exculpar a Catilina i que no se les ha de considerar com una versió que exclogui l'altra sinó que probablement les dues siguin certes.
Les darreres investigacions han afegit un nou detall: que Gratidià va ser torturat sobre la tomba de la gens Lutàcia, perquè la seva persecució havia causat el suïcidi de  Catul. Malgrat la insistència a culpar Catilina de la mort de Gratidià, l'instigador hauria estat el fill d'aquest Catul, qui hauria volgut venjar la mort del seu pare. Aquest s'hauria conformat a denigrar públicament a Gratidià, però el seu amic i protegit, Catilina, se'n va encarregar de la part bruta. El lloc d'aquesta tomba no es coneix amb exactitud, només se sap que estava a la vora del Tíber, i això coincideix amb el relat de Ciceró quan afirma que van portar el seu cap des de Janícul fins al Temple d'Apol·lo.
Entre les narracions de la seva mort més difoses en la posteritat està el Commentariolum petitionis, una obra epistolar atribuïda al germà de Ciceró, Quint Tul·li Ciceró; i la de Sèneca que afegeix a la tortura una tallada de llengua.
Alguns historiadors moderns han vist paral·lelismes entre la manera en què va morir i la manera com es feia un sacrifici ritual, per exemple el porc de la Compitàlia que primer se li separaven els membres i després s'exhibia pels carrers, tal com va passar amb Gratidià. I això, a banda de ser un assassinat polític, tant es podria interpretar com una fotesa per haver estat objecte de la veneració popular com també interpretar-se com un ritual expiatori a l'estil de la cerimònia grega anomenada pharmakos.